# Terminus ante quem
En arqueologia, filologia i altres disciplines, quan cal estimar la data o datació relativa d'un objecte, els experts es valen de diversos mètodes que tenen per finalitat establir un lapse delimitat per dates.
El post quem és la data més antiga o llunyana de l'aparició d'un objecte o fenomen.
L'ante quem és la data més nova o propera de l'aparició d'un objecte o fenomen.
Per exemple, l'obra jurídica  llatina Consultatio veteris cuiusdam iurisconsulti (un llibre que transmet la visió vulgarista que tenia al segle vi a Occident de diverses figures jurídiques clàssiques) se situa comunament entre la publicació del Codi Teodosià (any 439, que seria el terme post quem) i la publicació de la  Lex romana wisigothorum (any 506, que seria el terme ante quem).

## Estratigrafia
En estratigrafia, s'utilitzen els conceptes terminus post quem i terminus ante quem.

### Terminus post quem
| «                                                        | Un objecte datable, com ara una moneda o un altre troballa, com una mostra de radiacarboni procedent d'un estrat o una estructura, només dona la data en què (o després de la qual) l'estrat o l'estructura van ser dipositats, és a dir, l'anomenat terminus post quem. D'això se segueix que en qualsevol estrat segellat continu en el qual hi ha un determinat nombre de troballes amb diverses dates, la data de l'objecte més recent és la que proporciona el terminus post quem. S'ha de tenir la seguretat que l'objecte no és intrusiu (...) si hi ha algun dubte, (...) l'objecte s'ha de rebutjar com a element de datació (...). | » |
| — Philip Barker, Techniques of Archaeological Excavation | |   |

### Terminus ante quem
| «                                                        | La importància del terminus ante quem es fa evident quan estructures o estrats són coberts o tallats per elements posteriors. Els elements posteriors amb un terminus ante quem (és a dir, una data abans de la qual els elements anteriors s'han d'haver dipositat) per a tots aquells elements que puguin mostrar-se com anteriors. Per exemple, si una sèrie d'estrats està segellada per un mosaic indubtablement del segle IV d. C., llavors, tots els estrats subjacents han de ser del segle IV o anteriors. De la mateixa manera, si un mur pot datar per si mateix, diguem per les característiques edilícies, llavors, tots els estrats que han estat tallats per la fonamentació del mur reben gràcies a aquest un terminus ante quem. Per tant, si es pot demostrar que el mur és de l'època normanda, els estrats són normands o anteriors. Però poden ser d'època saxona o del Paleolític. | » |
| — Philip Barker, Techniques of Archaeological Excavation | |   |